# Katharina Gierlach
Katharina Gierlach (* 1983 in Würzburg), geschiedene Dietlinger, ist eine deutsche Malerin.

## Leben
Katharina Gierlach studierte von 2004 bis 2010 an der Akademie der Bildenden Künste in Nürnberg bei Ralph Fleck. Nach einem Erasmusstipendium an der Accademia di Belle Arti di Urbino, Italien, bei Luigi Carboni und einem Stipendium des Deutsch-Französischen Jugendwerkes (École supérieure d´Art d´Aix-en-Provence, Frankreich bei Marc Aurelle) führte sie ihr Studium bei Ottmar Hörl fort, der sie 2011 zur Meisterschülerin ernannte. 2016 erhielt sie das  internationale Stipendium des Oberpfälzer Künstlerhaus Schwandorf  für einen Aufenthalt am Virginia Center for the Creative Arts (VCCA), USA. Gierlach arbeitet in Köln im Atelierzentrum Ehrenfeld und in der Oberpfalz.

## Werk
„Die Malerin packt ein in ihrer Generation virulentes Thema an: das der Orientierungslosigkeit inmitten des Vielzuviel.“ Aus biografischen Gründen wird „das Stadion [zum ...] Weltmodell, als Sinnbild eines pulsierenden, in Expansion begriffenen Universums.“

## Ausstellungen (Auswahl)

### Einzelausstellungen
- 2010 Ohne Titel, Galerie Hafenrichter, Nürnberg
- 2011 Zoom In Zoom Out, Galerie HamiltonSelway, Los Angeles, USA
- 2011 Menschenbilder, 1Blick. Kunst im Vorhaus, Hallein, Österreich[5]
- 2012 1. Bundesliga, Galerie Hafenrichter, Nürnberg
- 2012 Erste Liga, Projektraum Rainer Masset, Ingolstadt
- 2012 Panem et circensis, DavisKlemmGallery, Frankfurt a. M.
- 2015 Heimspiel, Kunstraum Ingolstadt, Ingolstadt
- 2015 Mysterium Böhmerwald, Egon Schiele Art Centrum, Krumau, CZ[6]
- 2015 Berg und Tal, DavisKlemmGallery, München 2014[7]
- 2015 Wald und Wiese, DavisKlemmGallery, Wiesbaden
- 2015 Im grünen Bereich, Galerie Rainer Klimczak, Viersen[8]
- 2015 Neue Bilder, Kunstraum Ingolstadt, Ingolstadt
- 2016 Flowers, Kunstraum Ingolstadt, Ingolstadt[9]
- 2017 heiter bis sonnig, Augenklinik Regensburg
- 2017 Über den Teich, DavisKlemmGallery, Wiesbaden
- 2020 Flower Power, DavisKlemmGallery, Wiesbaden.
- 2020 Katharina Gierlach, Museum Pfreimd, Pfreimd
- 2020 Katharina Gierlach, Thammer Haus, Winklarn
- 2021 Zweimal Malerei (mit Konrad Winter), DavisKlemmGallery, Wiesbaden

### Gruppenausstellungen
- 2007 Dislocazioni, Palazzo Ducale, Urbino, Italien
- 2007 Weibsbilder, Maximilianeum, München
- 2008 Junge Kunst 08/09 Museum Pfalzgalerie Kaiserslautern
- 2009 Junge Kunst 08/09, Stadtgalerie, Saarbrücken
- 2009 Junge Kunst 08/09, Galerie Schlassgoart, Esch-sur-Alzette, Luxemburg
- 2009 Junge Kunst 08/09, Kunstverein Ludwigshafen
- 2009 Sumava, Stadtgalerie Klatovy, Tschechische Republik
- 2010 Damals hat die halbe Nation vor dem Fernseher gestanden, Galerie Davis-Klemm, Frankfurt
- 2010 Auswahl Kunstpreis Nürnberger Nachrichten, Kunsthaus Nürnberg
- 2012 Maschine, Malerei & Druckgrafik, Oberpfälzer Künstlerhaus, Schwandorf
- 2012 Aussenwelt der Innenwelt, Kunstverein Passau, Passau[10]
- 2014 Tor, Tor, Toor!, Junge Kunsthalle Karlsruhe, Karlsruhe[11]
- 2015 Mysterium Böhmerwald, Egon Schiele Art Centrum, Krumau
- 2017 Real, DavisKlemmGallery, Wiesbaden
- 2020 Nagelneu, DavisKlemmGallery, Wiesbaden